# Pietro Medagli
Pietro Medagli ( n. 1951 ) es un botánico italiano. Desarrolla actividades académicas en el Departamento de Ciencias y Tecnologías de la Universidad de Lecce, y en su Jardín Botánico.

## Algunas publicaciones
- p. Bianco, p. Medagli, s. Iïemerico. 1993. Considerazioni tassonomiche su Arum alpinum Schott & Kotschy, Arum cylindraceum Gasp. e Arum idaeum Cavara & Gand.. Webbia 48: 209212

- --------------, ----------------. 1992. Karyological studies on Orchidaceae. Tribe Ophrydeae, subtribe Serapiadinae. Caryologia 45: 301-311

- --------------, g. Sburlino, p. Medagli, f.s. d'Amico, s. d'Emerico. 1991. Solanum elaeagnifolium Cav. (Solanaceae). Informatore Botanico Italiano, 23, 142

## Honores
- Sociedad Botánica de Italia: Grupo de Trabajo sobre la Conservación de la Naturaleza[2]
- La abreviatura «Medagli» se emplea para indicar a Pietro Medagli como autoridad en la descripción y clasificación científica de los vegetales.[3]